# Csertő
Csertő is een plaats (község) en gemeente in het Hongaarse comitaat Baranya. Csertő telt 448 inwoners (2001).